# 瓦洛普斯飛行設施
瓦洛普斯飛行設施（Wallops Flight Facility）是一座位於美國維吉尼亞州東岸瓦勒普斯島的火箭發射場，位於德瑪瓦半島以東，距諾福克東北偏北約100英里（160公里）。
瓦洛普斯飛行設施由位於馬里蘭州格林貝爾特的戈達德太空飛行中心運營，主要用於支援美國國家航空暨太空總署和其他聯邦機構的科學和探索任務。 WFF 擁有廣泛的儀器設備，可支援發射十幾種類型的探空火箭；小型消耗性亞軌道和軌道火箭；攜帶用於大氣和天文研究的科學儀器的高空氣球飛行；並利用其研究機場進行航空研究飛機（包括無人機）的飛行測試。

## 外部連結
- Wallops Flight Facility (official site)
  - WFF Multimedia (movie about NASA WFF, handbooks, maps)
  - WFF Public Affairs Office
  - NASA Visitor Center (official website)
- Goddard Space Flight Center
- 短片 "This Island Called Wallops" 可在互联网档案馆自由下载
- 短片 "Wallops Island launch facility (ca. 1965)" 可在互联网档案馆自由下载
- FAA机场平面图 (PDF)（自2025-04-17起）
- WAL的FAA终端程序（自2025-04-17起）
- Wallops Island launch schedule
- 关于此美国军队机场的资源：
  - FAA WAL机场信息
  - AirNav KWAL机场信息
  - ASN WAL机场事故历史
  - NOAA/NWS 最新气象观测信息
  - SkyVector KWAL机场航图
  - NOTAMs for KWAL